# Claire Voisin
Claire Voisin (Saint-Leu-la-Forêt, Val-d'Oise, 4 de março de 1962) é uma matemática francesa. Trabalha principalmente com geometria algébrica.

## Vida
Voisin estudou a partir de 1981 na École normale supérieure de jeunes filles em Sèvres, com um doutorado em 1986, orientada por Arnaud Beauville. Aos 24 anos de idade foi pesquisadora no Centre national de la recherche scientifique (CNRS), onde é atualmente Directrice de Recherche no Institut de mathématiques de Jussieu da Universidade Pierre e Marie Curie.
Voisin trabalha com geometria algébrica complexa, especialmente com variedade de Kähler, variação de estruturas de Hodge sobre variedades algébricas e simetria especular. Seu livro-texto em dois volumes sobre teoria de Hodge tornou-se obra de referência sobre o assunto. Resolveu o problema de Kodaira (isto é, apresentou contra-exemplos da hipótese de Kodaira) e a hipótese de Mark Green, dois problemas não-resolvidos desde longo tempo em geometria algébrica.
Em 1992 recebeu o Prêmio EMS da European Mathematical Society, em 1996 o Prix Servant da Académie des Sciences, em 2003 o Prêmio Sophie Germain da Académie des Sciences, em 2007 o Prêmio Ruth Lyttle Satter de Matemática e em 2008 o Clay Research Award (por sua solução do problema de Kodaira). Em 1994 foi palestrante convidada (Invited Speaker) no Congresso Internacional de Matemáticos (ICM) em Zurique (Variations of Hodge structure and algebraic cycles), em 2004 apresentou uma palestra em plenário no Congresso Europeu de Matemática (Recent Progress in Kähler and Complex Algebraic Geometry) e também uma palestra em plenário em 2010 no ICM em Hyderabad (On the cohomology of algebraic varieties).
É desde 2008 fellow da Académie des Sciences, desde 2009 da Academia Leopoldina e desde 2014 da Academia Europaea.
Claire Voisin é casada com Jean-Michel Coron, tendo o casal cinco filhos.

## Obras
- Hodge Theory and complex algebraic geometry. 2 Volumes, Cambridge University Press (Cambridge Studies in Advanced Mathematics), 2002, 2003, Vol. 1, ISBN 0-521-71801-5.
- Mirror Symmetry. AMS 1999, ISBN 0-8218-1947-X.
- Variations of Hodge Structure on Calabi Yau Threefolds. Edizioni Scuola Normale Superiore, 2007.
- com Mark Green, J. Murre (Editores) Algebraic Cycles and Hodge Theory, Lecture Notes in Mathematics 1594, Springer Verlag 1994 (CIME Lectures), com um artigo de Voisin: Transcendental methods in the study of algebraic cycles